# Delmira Agustiniová
Delmira Agustiniová (24. října 1886 Montevideo – 6. července 1914 Montevideo) byla uruguayská básnířka, představitelka modernismu. Proslula svou erotickou lyrikou. K nejznámějším sbírkám patří El libro blanco (Bílá kniha) a Los astros del abismo (Hvězdy propasti). Vyrůstala v rodině italských přistěhovalců. Básně začala psát již v deseti letech. Po rozvodu ji zastřelil její bývalý manžel.